# Les Petges
Les Petges és una masia situada al municipi de Pinell de Solsonès, a la comarca catalana del Solsonès. És una masia del segle xviii.
Està situada a 705 m d'altitud, al peu de la carretera que va de Pinell de Solsonès a Sanaüja.

## Història
La masia es construí durant el segle xvii, sent propietat de la Codina. Concretament, fou construïda l'any 1780 per Joan Codina tal com s'indica en una inscripció situada a la dovella central de l aporta. A la mateixa època, Mamet Codina feu construir la Caseta de la Codina que és una masoveria per la qual cosa es dubta que les Petges també sigui una masoveria al ser construïda per un altre Codina als mateixos anys. A finals del segle xix principis del segle XX s'amplià afegint-hi unes golfes.
Toponímicament, Mossèn Bach apunta que el nom de Petges prové d'unes petjades o les roques però no descriu el punt on es troben.

## Descripció
És una casa de planta rectangular que consta de planta baixa més un pis superior i unes golfes. Està construïda amb pedra, les obertures de les golfes estan fetes amb totxo vell i a la façana principal es conserven parts de l'arrebossat antic. La superfície de la casa és d'uns 1.176 m². La teulada té dues vessants i està coberta amb teula vella amb doble teula a la base de tot el voladís. L'entrada principal és a la façana sud i es tracta d'una porta rectangular emmarcada per carreus i una gran llinda amb la inscripció: "Any 1780 Joan Codina".
Arquitectònicament només destacar que l'ampliació a finals del XIX principis del segle xx. tal com s'observa a la façana principal.